# Aufstieg und Fall der Suzakus

Wappen der Saionji (Hidari mitsu Tomoe), dem historischen Vorbild für die Familie Suzaku.

Aufstieg und Fall der Suzakus (japanisch 朱雀家の滅亡, Suzaku-ke no Metsubō) ist ein am 25. Oktober 1967 veröffentlichtes Theaterstück von Yukio Mishima in vier Akten.
Es ist in die vier Akte „Frühling“, „Herbst“, „Sommer“ und „Winter“ gegliedert. Inhaltlich schildert es den Zerfall der einflussreichen Familie Suzaku, insbesondere des kaisertreuen Markgrafen Tsunetaka, während der letzten beiden Jahre des Pazifikkrieges. Zugleich ist das Stück eine Hommage an die griechische Tragödie Herakles von Euripides. Wie ihr Vorbild schildert sie ersten Akt den „Aufstieg des Tyrannen“, im Zweiten die „Ermordung des Kindes“, im Dritten die „Ermordung der Frau“ und im vierten und letzten Akt die „Akzeptanz des Schicksals“ (Amor fati). Durch seine offene Kritik am damaligen Kaiser Hirohito und sein Unbehagen mit der Nachkriegswelt wird das Werk häufiger mit Mishimas Kurzgeschichte Die Stimmen der heroischen Toten verglichen.
Obgleich überwiegend positiv aufgenommen, erreichte das Theaterstück nicht denselben kritischen Beifall wie Mishimas vorherige Bühnenwerke, insbesondere Rokumeikan und Madame de Sade. Dadurch animiert verwarf Mishima seinen Plan, Aufstieg und Fall der Suzakus zu seinem letzten Theaterstück zu machen und schrieb mit Mein Freund Hitler und Die Terrasse des aussätzigen Königs zwei seiner bekanntesten Werke unmittelbar nacheinander. Dieses Mal zu internationalem, universellem Beifall.

## Charaktere

### Tsunetaka Suzaku

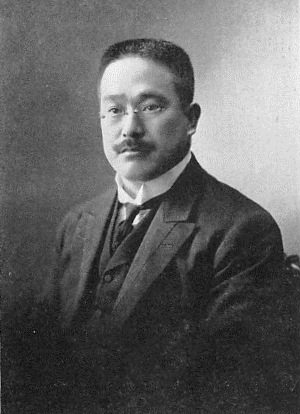
Hachiro Saionji, der 38. Oberhaupt der Saionji und Vorbild für den Markgrafen.

Markgraf, Oberhaupt der angesehenen Familie Suzaku und ein prominentes Mitglied der Adelsfamilie Dojo. Ehemaliger Kämmerer und früherer Schulkamerad des Tennō. Seine erste Ehefrau starb jung, angeblich wegen der Eifersucht der Göttin Benzaiten (der Schutzpatron der Familie). Auch seine zweite Ehefrau starb nur ein Jahr nach ihrem Ankommen.

### Tsunehiro Suzaku
Tsunetakas Sohn und Schüler des Gakushūin-Gymnasiums. Er meldet sich freiwillig bei der Marine und fällt im Einsatz bei der Belagerung einer Insel im Süden.

### Rei
Das Dienstmädchen der Familie Suzaku und eigentliche Mutter von Tsunehiro. Ihren Sohn nennt sie „Wakasama“ (dt. in etwa „junger Meister“; eine Höflichkeitsanrede). Sie versucht ihn davon abzuhalten, sich freiwillig für den Kriegsdienst anzumelden; als dies misslingt, ändert sich ihr frohes Gemüt. Nach dem Krieg wirft sie Tsunetaka vor, den Tod ihres gemeinsamen Sohnes verursacht zu haben.

### Ritsuko Matsunaga
Tsunehiros Freundin und Studentin an der Gakushūin-Frauenschule. Einen Tag vor seiner Abreise zu den Südinseln fragt sie ihn, ob er sie heiraten möchte und er bejaht es. Ihren letzten Abend verbringen sie an einer mondhellen Nacht im Park, stolzierend „wie ein Bräutigam und seine Braut.“

### Mitsuyasu Suzaku
Tsunetakas jüngerer Bruder. Mit Hilfe seiner Kontakte schlägt er vor, seinen Neffen Tsunehiro an einen sicherer Ort im Landesinneren zu versetzen, anstatt in den gefährlichen Süden, doch sein Bruder lehnt das Angebot ab.

## Aufbau

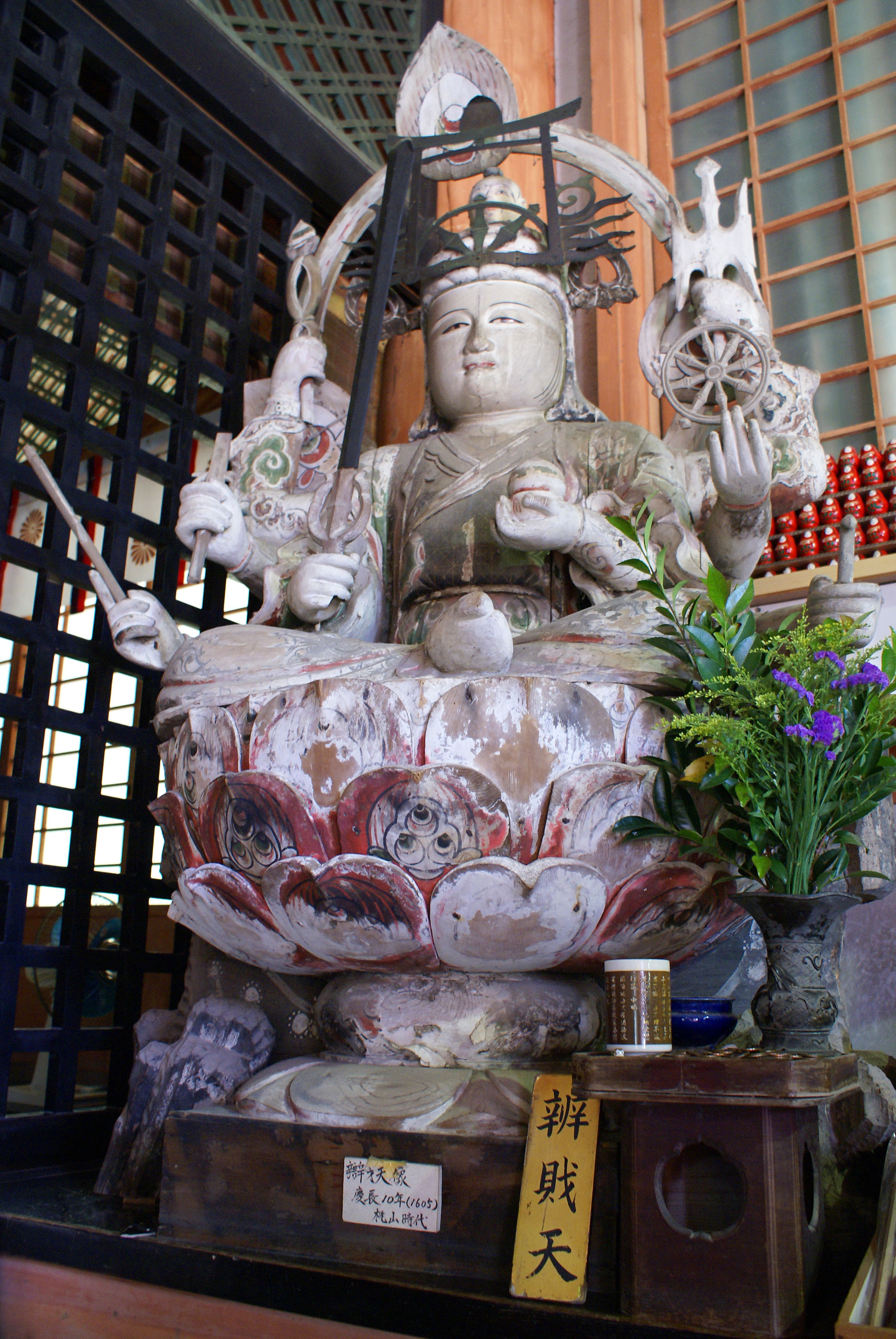
Benzaiten-Statue aus dem Jahr 1605 im Hōgon-ji auf Chikubushima im Biwa-See bei Nagahama, Präfektur Shiga.

Das Theaterstück erfolgt in vier Akten, jeweils zu einer anderen Jahreszeit.
- Der erste Akt spielt im Frühling 1944.
- Der zweite Akt ein halbes Jahr später, im Herbst 1944.
- Der dritte Akt ein dreiviertel Jahr später, im Sommer 1945.
- Der Schlussakt ein halbes Jahr später, im Winter 1945.

Der zweite Akt ist der einzige Akt, in dem alle fünf Charaktere vorkommen. Der erste Akt besteht nur aus Tsunetaka und seinem Sohn Tsunehiro, der dritte Akt nur aus Tsunetaka und Rei und der letzte nur aus Tsunetaka und Ritsuko. Mithin ist Tsunetaka der einzige wiederkehrende Charakter des Theaterstücks.
Die Bühne ist in jedem der vier Akte die Residenz des Markgrafen in Tokio mitsamt ihrem Benzaiten-Schrein, wobei im letzten Akt die Residenz abgerissen wurde und nur noch die Statue besteht. Hierdurch wird der Niedergang der einstigen Adelsfamilie auch visuell verdeutlicht.

## Handlung
Die Geschichte beginnt im Frühling 1944 und endet im Winter 1945, also kurz nach Ende des Zweiten Weltkrieges.

### Erster Akt (Frühling)
Frühling 1944. Residenz des Markgrafen von Suzaku in Tokio: Markgraf Tsunetaka Suzaku, Mitglied der Adelsfamilie Dojo und seit Generationen Diener des Kaisers in Biwa, Kyoto, legt sein Amt als Kämmerer nieder und kehrt in sein Anwesen in Tokio zurück. Der mächtige Einfluss Tsunetakas wird früh etabliert: unter anderem gelang es ihm, den Kaiser unter Druck zu setzen, den tyrannischen Premierminister Tabuchi zu entlassen. Obgleich er offiziell kein Kämmerer mehr ist, dient er im Einverständnis des Kaisers diesem weiterhin heimlich.
In der Zwischenzeit teilt Tsunehiro, der Sohn Tsunetakas und Schüler am Gakushūin-Gymnasiums, seinem Vater mit, dass er sich für bei der Marineschule als Reserve beworben hat.

### Zweiter Akt (Herbst)
Herbst 1944. Residenz des Markgrafen von Suzaku in Tokio: Tsunehiro erzählt seinem Onkel Mitsuyasu Suzaku, dass er auf eine schwerumkämpfte Insel im Süden versetzt werden soll. Mitsuyasu besucht seinen älteren Bruder Tsunetaka und schlägt ihm vor, zum Marineminister Akiyama zu gehen und ihn zu bitten, Tsunehiro stattdessen im sicheren Landesinneren zu versetzen. Die Chancen dafür stehen durchaus gut: Akiyama, der zuvor Heeresminister war, ist durch die Intrige gegen Tabuchi zum Marineminister aufgestiegen und da Tsunetakas Einfluss auf die Entlassung ein offenes Geheimnis war, ist er Tsunetaka bis heute dankbar. Dennoch weigert sich Tsunetaka und schlägt das Angebot aus.
Das Dienstmädchen Rei – Tsunehiros echte Mutter – versucht ihn von dem Einsatz abzuhalten, aber es misslingt. Nach einem kurzen Streit über seinen gefährlichen Auftrag im Süden, fragt Ritsuko, Tsunehiros Freundin, ob er sie heiraten möchte, bevor er in den Süden reist. Da die Ehefrauen der Familie Suzaki, vermeintlich durch die Eifersucht Benzaitens, kurzlebig sind, erklärt sie sich damit freiwillig zu Benzaitens neuem Opfer.

### Dritter Akt (Sommer)
Sommer 1945. Residenz des Markgrafen von Suzaku in Tokio: Tsunehiro ist bei seinem Einsatz im Süden getötet worden. Rei ist außer sich vor Wut und beschuldigt Tsunetaka, tatenlos zugesehen zu haben, wie sein Sohn in den sicheren Tod gezogen ist. Einige Nächte später erfolgt ein Luftangriff auf das Anwesen, bei dem auch Rei stirbt.

### Vierter Akt (Winter)
Winter 1945. Die Residenz steht nicht mehr. Nur der Schein von Benzaiten ist geblieben: Auf einem Hügel blickt Tsunetaka über das Meer. Er denkt an seinen toten Sohn, betrauert den Untergang des Japanischen Kaiserreichs und grübelt über das weitere Schicksal des Tennō.
Es beginnt zu schneien und das Geräusch der Biwa (ein ostasiatisches Saiteninstrument) ertönt aus dem Schrein von Benzaiten. Eine spektrale Gestalt erhebt sich aus den Tiefen des Schreins; es handelt sich um Ritsuko, Tsunehiros Freundin, gekleidet in einem Jūnihitoe (12-lagiger Kimono). Kurz nach Tsunehiros Tod ist auch sie an unbekannten Umständen gestorben, vermeintlich wieder durch die Eifersucht der Göttin.
Sie tritt dem erschrockenen Tsunetaka entgegen und beschuldigt ihn lauthals, seinen Sohn getötet zu haben. Das einzige, was ihm noch bliebe, sei selbst zu sterben. Tsunetaka mustert sie lange schweigsam und antwortet schließlich: „Wie kann ich umkommen? Wie kann ich sterben, wenn ich schon längst gestorben bin?“

## Thema (shōshō hikkin)

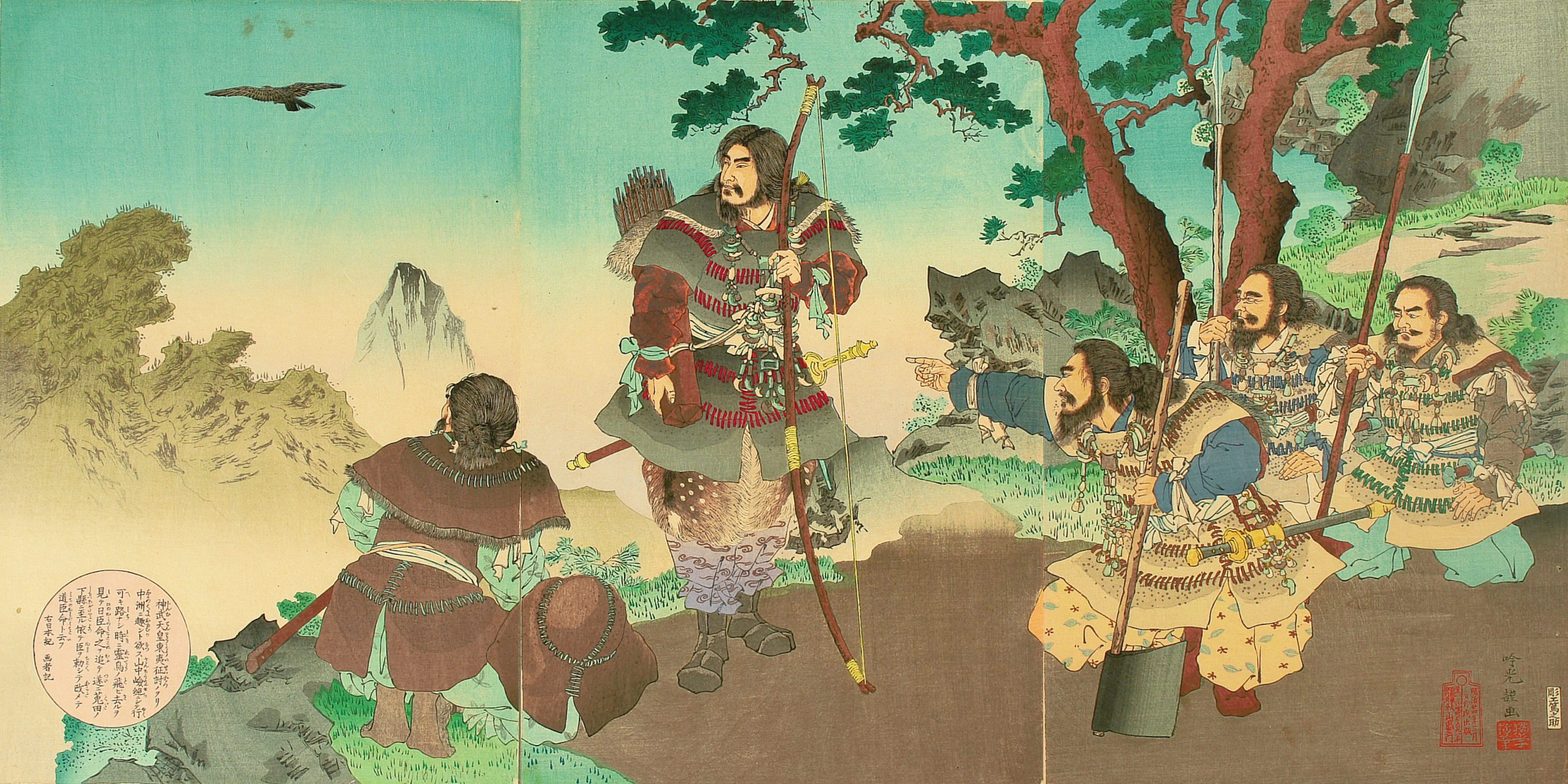
Zentrales Thema von Aufstieg und Fall der Suzakus ist eine „existenzialistische Analyse des Geistes von shōshō hikkin (ehrfürchtiger Gehorsam gegenüber dem Kaiser)“, mitsamt seinen Vor- und Nachteilen, Auswirkungen und kontemporären Einordnung. Obwohl Mishima selbst die Macht und Bedeutung des Kaisers wiederherstellen wollte, zeigt das Stück zugleich die irrationalen Seiten einer solchen Denke auf.

Tsunetakas Abstieg in den Wahnsinn ist mit seinem Entschluss verbunden, dem Kaiser zu gehorchen, indem er „nichts unternimmt“, was ihn daran hindert, das Leben seiner Verwandten zu retten. Mishima erforscht die widersprüchlichen Aspekte von Tsunetakas Positionen in einem Interview:

„Das Thema dieses Stücks ist eine existenzialistische Analyse des Geistes von shōshō hikkin (ehrfürchtiger Gehorsam gegenüber dem Kaiser). Mit anderen Worten, die Achse des Dramas liegt in der Art und Weise, wie Loyalität als passive Haltung unwillkürlich in Loyalität als eine Art Identifikation abdriftet. Das Element, das dem Wahnsinn des Herakles entspricht, ist die einsame Loyalität als Wahnsinn, oder aber die Treue als Zerstörung.“

Ausgehend von Mishimas Überlegungen haben mehrere Literaturwissenschaftler die Beziehung zwischen den Protagonisten dieses Stücks und dem Kaiser analysiert und Parallelen zwischen Aufstieg und Fall der Suzakus, Die Stimmen der heroischen Toten, Patriotismus und Zehntages Chrysanthemen gezogen, weil diese Werke Themen wie die Loyalität zum Kaiser, die Aufopferung derjenigen, die während des Krieges im Namen des Kaisers starben und die existenziellen Fragen der Überlebenden behandeln.
Im Wesentlichen teilt Mishima besagten shōshō hikkin in folgende Teilbereiche ein, die er von jeweils unterschiedlichem Gewicht würdigt:

### 1. Element: Loyalität (aktiv oder passiv)
Mishima schrieb Patriotismus und Die Stimmen der heroischen Toten auf Grundlage des Februarputsches 1936, bei dem er „Loyalität, die bis zum Äußersten geht“ darstellt, indem sich beispielsweise der Leutnant in Patriotismus sogar im Namen der Majestät Seppuku begeht. Die Loyalität des Leutnants drückt sich also darin aus, im Namen des Kaisers etwas zu tun – folglich handelt es sich um „Aktive Loyalität.“ Bei Tsunetaka ist es das genaue Gegenteil und er glaubt wohl, es sei richtig im Namen des Kaisers „nichts zu tun“ – „passive Loyalität“. Mishima betonte mehrfach, dass welche Art von Loyalität gewählt wird oft subjektiv ist; folglich fragte er sich, ob auch eine objektive, metaphysische Loyalität existiert:

„Die subjektive Loyalität hat nichts mit Humanismus zu tun und ist eher mit dem Gefühl der Liebe zu vergleichen. Auch Liebe basiert nicht auf Humanismus. Es gibt auch eine Liebe, die sich unerwiderte Liebe nennt und wer in den Fängen des Eros ist, wird fast alles tun – jagen, bedrohen, töten.

Die Liebe respektive die Loyalität zwischen einem Herrscher und seinem Untergebenen ist somit ähnlich wie die Liebe zwischen einem Mann und einer Frau und genauso wie die Liebe zu der Frau die Menschen um dich herum zerstören kann, kann auch die Loyalität zum Herrscher Dritte, eventuell sogar Unbeteiligte, zerstören.

Trotzdem, und das ist mir wichtig zu betonen, glaube ich nicht, dass durch etwaige Kollateralschäden die Reinheit dieser Loyalität verloren. Genauso wenig möchte ich nicht sagen, dass Loyalität, nur weil sie nicht auf Humanismus beruht, falsch ist. Ganz im Gegenteil.“

### 2. Element: Konservatives Wertesystem
Das Hauptelement, das dieses Stück mit seinem mythologischen Subtext verbindet, ist das Motiv des Sturzes des Helden. Der Niedergang des Herakles – vom Helden zum wahnsinnigen Mörder – findet seine Parallele im Niedergang des Markgrafen Suzaku, der am Ende des Stücks zu einem mittellosen, verrückten Unglücklichen wird. In der Eröffnungsszene wird er als mächtiger Herrscher dargestellt, der die Gunst des Kaisers erlangt und seinen politischen Gegner (Minister Tabuchi, das Alter Ego von Lykus) zum Rücktritt gezwungen hat. Aus diesem Grund wird er von seinem Bruder Mitsuyasu mit Herakles verglichen: „Er hat den Palast des Usurpators mit herkulischer Kraft zertrümmert“.
Der Markgraf gehört zu einer aristokratischen Familie, die der Göttin Benzaiten geweiht ist, welche den männlichen Mitgliedern des Suzaku-Klans so sehr zugetan ist, dass sie deren Frauen vorzeitig sterben lässt (ihre Eifersucht spiegelt die der Hera wider). Auch Tsunetakas Frau scheint das Opfer von Benzaitens Eifersucht zu sein, denn sie stirbt kurz nach der Hochzeit. Nach ihrem Tod zeugt der Marquis mit seiner Bediensteten Rei seinen einzigen Sohn Tsunehiro, gibt aber vor, das Kind sei von seiner verstorbenen Frau. Seinen aristokratischen Idealen folgend, heiratet er Rei nie und erzieht Tsunehiro dazu, dem Kaiser zu dienen und die traditionellen Werte der Familie Suzaku zu respektieren.
Als sich sein Sohn jedoch zur Armee meldet und auf eine von den Amerikanern angegriffene Insel im Pazifik versetzt wird, wird den Familienmitgliedern klar, dass ein Kampf dort mit Sicherheit zum Tod des jungen Fürsten führen wird. Um den einzigen männlichen Nachkommen der Suzaku zu retten, bitten sowohl Mitsuyasu als auch Rei den Markgrafen, einen Politiker zu konsultieren, um Tsunehiros Reiseziel zu ändern. Doch weigert sich der Protagonist, weil er glaubt, dass dies Schande über seinen Sohn bringen und die Ehre der Familie beschädigen würde. In Anbetracht seiner aristokratischen Werte hält es der Markgraf für besser, sein Leben zu opfern und für den Kaiser zu sterben, als „ein Leben als Feigling“ zu führen. Infolgedessen zieht sein Sohn an die Front und stirbt.

### 3. Element: Anachronismus / Ablehnung eines Wertewandels
Die von Mishima erwähnte mythische Dimension beschwört das Ideal herauf, an das der Markgraf anachronistisch weiter glaubt: eine Welt, die sich um die Gestalt des Kaisers dreht und von einer wohldefinierten Ordnung geprägt ist, ähnlich der Melodie von Benzaitens Biwa. Den Regeln dieser Welt folgend, weigert sich Tsunetaka, Rei zu heiraten und den Minister zu bitten, Tsunehiros Reiseziel zu ändern. Doch nach der Kapitulation der Japaner löst sich das alte Wertesystem wie ein Traum auf – wie Tsunetaka zu seiner Nichte Ritsuko sagt: „Die Illusion hat allmählich die Wirklichkeit durchdrungen und wir leben in einer Welt, in der wir uns nicht einmal der Zukunft sicher sein können“. Während das „mythische“ Bild des alten Japans zerbröckelt, versucht Rei den Protagonisten davon zu überzeugen, sich an die neue Realität anzupassen, aber „wie Don Quijote“ hält er stur an einer Ordnung fest, die es nicht mehr gibt:

„Tsunetaka: Wir haben das, was wir in unserer Gesellschaft Ordnung nennen.
O-Rei: Geh hinaus in den Garten, klettere auf den Hügel und sieh dich um. Überall, wo du hinschaust, ist ein ausgebranntes Feld. Nennst du das Ordnung?
Tsunetaka: Dinge können verbrennen und ihre Form verlieren, aber man kann sein Herz nicht verbrennen. Die Ordnung ist in eurem Herzen. Tsunehiro starb um der schönen, unsichtbaren Ordnung willen.
O-Rei: Um der Ordnung willen, die es einem Sohn verbietet, seine Mutter Mutter zu nennen?
Tsunetaka: Es ist die Ordnung, der Ihr von Anfang an zugestimmt und mit der Ihr zusammengearbeitet habt!“

Wie O-Rei versucht auch Mitsuyasu seinem Bruder zu erklären, dass er sich mit dem Gedanken anfreunden muss, wie sich Japan verändert hat: Der Kaiser verkauft seine Besitztümer an ausländische Händler, die Symbole des Adels wurden verbrannt, die aristokratischen Familien sind verfallen und japanische Frauen, „gekleidet wie Prostituierte“, gehen Arm in Arm mit amerikanischen Soldaten. Angesichts der kruden Realität des Nachkriegsjapan behauptet der Markgraf jedoch, dass die Welt unverändert geblieben ist, denn „auch wenn das Negativ positiv geworden ist, ist das Bild immer noch dasselbe“.

„Mitsuyasu: Du bist so stur wie immer, nicht wahr? Dabei haben sich die Zeiten bereits geändert und alles hat sich nach Außen gekehrt.
Tsunetaka: Es kann einfach sein, dass sich das Negativ zum Positiven gewandelt hat, aber dass das Bild das gleiche bleibt.“

Auch wenn er die neue Ordnung der japanischen Gesellschaft nicht anerkennt, wird Tsunetaka von einem Gefühl des Unbehagens ergriffen, denn „das Land der aufgehenden Sonne ist jetzt ein Land der Tränen geworden“ und der vergangene Ruhm ist nur noch eine verschwommene Erinnerung – „Alles ist weg. Große, erhabene Macht, Ehre, Stolz [...]. Die Besten dieses Landes sind wie verbrannte Bäume, schwarz verdorrt, zerbröckelt und ausgestorben“. Während Herakles also seine geistige Gesundheit wiedererlangt und seine Taten bereut, verteidigt Tsunetaka seinen „Wahnsinn“ bis zum Ende, ungeachtet der ihn umgebenden Realität:

„Der Kern dieses Wahnsinns war Aufrichtigkeit, durchsichtig wie ein Kristall. Der Segen, den ich daraus zog, war, dass der Verlust kein Verlust war, dass selbst der Verlust meines eigenen Sohnes mir das Gefühl gab, dass ich etwas Größeres gewonnen hatte. Meine Flügel mögen gestutzt worden sein, aber ein Vogel zu sein, war meine Verrücktheit, und wegen dieser Verrücktheit flog ich mit luftiger Leichtigkeit. Und was ist jetzt? Sie könnten sagen, dass ich normal geworden bin. Aber ich weiß es nicht. Ich kann unmöglich sagen, ob ich noch verrückt bin oder normal geworden bin. Das Einzige, was ich sagen kann, ist, dass es im Zentrum dieser Normalität keine Aufrichtigkeit gibt, dass diese Normalität zwar prächtig mit Flügeln ausgestattet ist, aber niemals fliegt. Genau wie ein hässlicher Strauß. Ich weiß nicht, wie es mir geht, aber ihr seid alle Strauße geworden.“

### 4. Element: Ablehnung der Dekadenz des zeitgenössischen Japans
Tsunetakas Worte veranschaulichen, wie der Mythos des Herakles umgestaltet wird, um die Dekadenz des zeitgenössischen Japan und die Nostalgie nach der Vergangenheit zu repräsentieren. Bezeichnenderweise schreibt Mishima in seinem Essay „Suzakuke no metsubō ni tsuite“, wenn er die Entstehung dieses Stücks erläutert: „Dieses Stück ist von meiner Nostalgie durchdrungen“. Der Literat Sugai Yukio zieht in diesem Zusammenhang eine Parallele zwischen Euripides und Mishima, was die „Darstellung der Dekadenz“ angeht und argumentiert, dass Mishima den Verfall Japans darstellt, indem er die Tragödie des Euripides nacherzählt, die als korrumpierter, „dekadenter“ Ausdruck des griechischen Dramas angesehen wurde, im Gegensatz zur Kanonizität von Aischylos und Sophokles.

### 5. Element: Loyalität selbst bei Irrationalität und Sinnlosigkeit

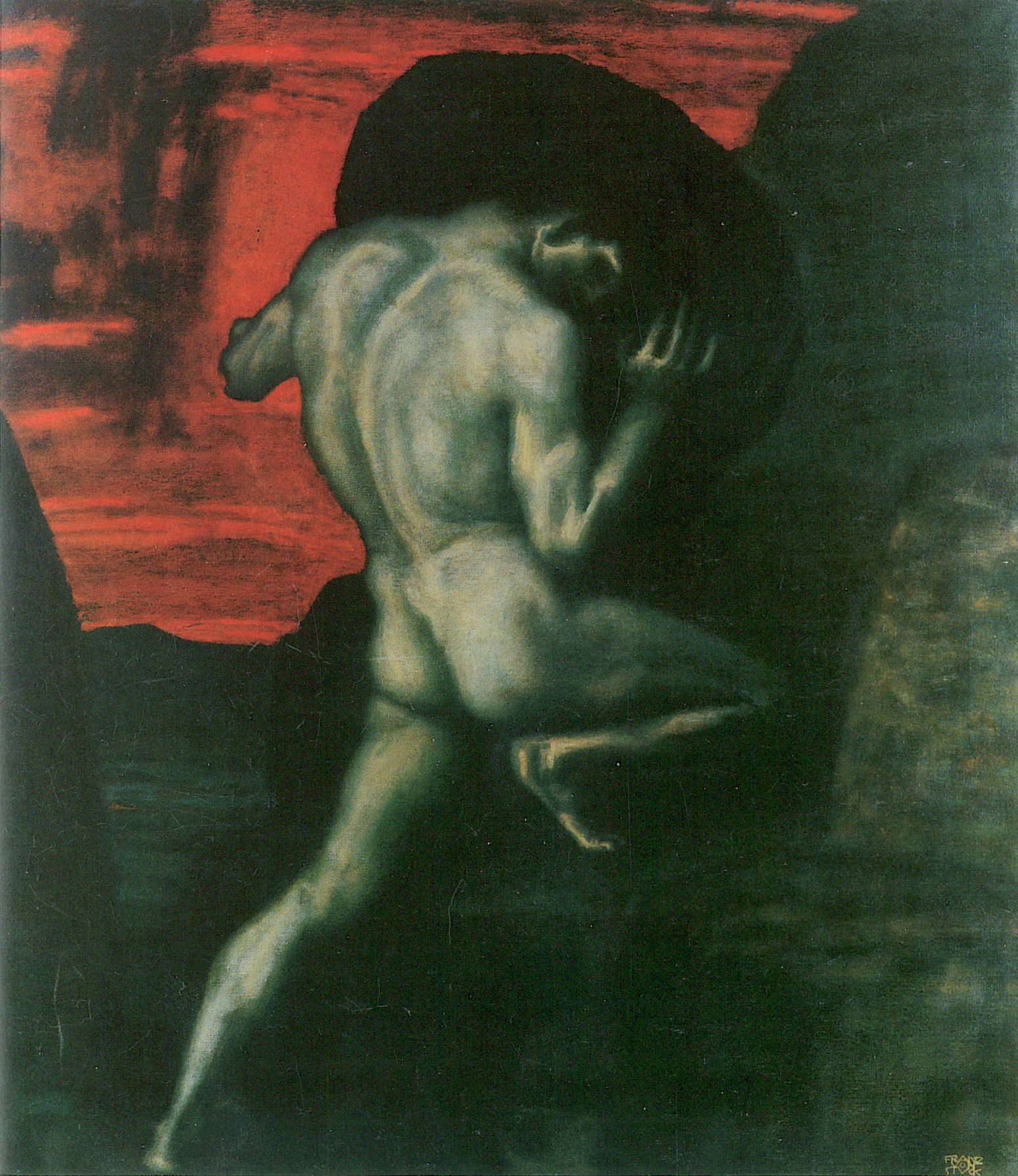
Sisyphos von Franz von Stuck, 1920.

Ausgehend von den problematischen Aspekten der menschlichen Natur, auf die das Theater des Euripides großen Wert legt, weitet Mishima den Rahmen seiner Darstellung auf die Widersprüche und Probleme des modernen Japan aus. Gleichzeitig muss seine Adaption der Tragödie von Euripides vor einem breiteren, kulturübergreifenden literarischen Hintergrund gesehen werden: Mishimas Umschreibung der griechischen Klassiker als Mittel zur Erforschung der widersprüchlichen, absurden Aspekte der Nachkriegsrealität kann mit der Rolle der Klassiker in den Werken von Jean-Paul Sartre, Jean Cocteau und Albert Camus verglichen werden, auf die er sich in mehreren Essays bezieht. So weist er in Shōsetsuka no kyūka darauf hin, dass die existenzialistischen Literatur- und Theaterproduktionen von Sartre und Camus eine deutliche Tendenz zum Klassizismus aufweisen und erklärt, dass dies ein spezifisches Merkmal der damals aufkommenden künstlerischen Bewegungen in Europa war. Wenn er unter diesem Gesichtspunkt darauf hinweist, dass das Hauptmotiv von Aufstieg und Fall der Suzakus eine „existenzialistische Analyse“ des Gehorsams gegenüber dem Kaiser ist, lenken seine Worte die Aufmerksamkeit auf die umstrittene Rolle des Kaisers in der Nachkriegszeit, rufen aber gleichzeitig auch die problematische Realität hervor, die von den existenzialistischen Schriftstellern und Dramatikern dargestellt wird.
Bezeichnenderweise erinnert die tragische Figur des Tsunetaka, der den Befehlen des Kaisers in dem Maße folgt, wie er an sinnentleerten Werten festhält, an Camus’ Sisyphos. Wie Camus in Der Mythos des Sisyphos erklärt, wird dieser griechische Held von den Göttern dazu verdammt, eine sinnlose Aufgabe zu erfüllen: Er soll unaufhörlich einen Stein auf einen Berggipfel rollen, von wo er immer wieder zurückfällt. Wie Sisyphos verrichtet Tsunetaka eine widersprüchliche, scheinbar sinnlose Aufgabe (dem Kaiser zu dienen, indem er nichts tut und seinen Verwandten beim Sterben zusieht) und die Absurdität seines tragischen Zustands kann als Paradigma für das absurde Schicksal des modernen Menschen betrachtet werden. Tsunetakas unsinnige Situation findet ihre Parallele in den widersprüchlichen Aspekten des Nachkriegsjapan, die in Aufstieg und Fall der Suzakus dargestellt werden; wo es keinen Platz für ein beruhigendes Happy End gibt: Während Herakles damit endet, dass Theseus den Helden tröstet und ihn nach Athen einlädt, ist in der letzten Szene von Aufstieg und Fall der Suzakus Ritsuko zu sehen, die dem Markgrafen vorwirft, das Leben seiner Verwandten im Namen seiner Illusionen geopfert zu haben. Angesichts der praktischen Weltsicht seiner Nichte schweigt der Protagonist und lässt alle ihre Fragen unbeantwortet. So endet das Stück damit, dass Ritsuko ihn anschreit: „Stirb! Zerstöre dich selbst! Vernichte dich jetzt, an diesem Ort!“ Ihre wütenden Worte scheinen nicht nur das Ende des Suzaku-Klans, sondern auch das des traditionellen Japans.

## Hintergrund

### Inspirationen
Aufstieg und Fall der Suzakus ist eine moderne Interpretation der eher unbekannten griechischen Tragödie Herakles des weltbekannten Dramatikers Euripides – eine Quasi-Biografie des griechischen Heros Herakles (auch bekannt unter seinem lateinischen Namen Herkules).
Der Wahnsinn des Herakles ist somit das Äquivalent zur Loyalität des Markgrafen Suzakus. Die Göttin Hera ist in dem Stück die Göttin Benzaiten. Die Wahl der Göttin Benzaiten erfolgte, da die Familie Saionji-Familie, ehemalige Herzoge, die ein ähnliches Schicksal erlitten wie der Markgraf, bekanntermaßen Benzaiten vergötterten und auch ihr Umfeld zwangen, an den Zeremonien zu ihren Gunsten teilzuhaben. Der Oberhaupt der Saionji-Familie sah dem Schauspieler Nobuo Nakamura derart ähnlich, dass Mishima diesen für die Hauptrolle engagieren wollte. In gewisser Weise wurde Aufstieg und Fall der Suzakus in der letztlichen Form für Nakamura geschrieben.
Die Ereignisse des Theaterstücks finden vor dem historischen Hintergrund des Zweiten Weltkriegs, mit dem Rücktritt des Ersten Ministers Tōjō Hideki (vermutlich das Vorbild für Minister Tabuchi), der japanischen Niederlage in Okinawa und den alliierten Luftangriffen auf Tokio, statt.
Mishima nutzte das Werk des Weiteren, um sich an seiner eigenen Nostalgie zu „ergötzen“, indem er sie mit „all den Dingen“ füllte, die er liebte:

„Ein Beispiel ist die Sexszene im ersten Akt zwischen den Mitgliedern des Gakushūin-Gymnasiums und den Mitgliedern der Gakushūin-Frauenschule. Meine Jugendjahre fielen inmitten des Krieges, aber wenn ich zurück denke, sehe ich nur noch die sich verboten liebenden Schüler der beiden Schulen, vor dem Hintergrund tödlicher Gefahren.“

Als Eiko Muramatsu, die Darstellerin von Ritsuko in der Erstaufführung, Mishima fragte, ob der Name ihrer Rolle bewusst dem Namen seiner verstorbenen Schwester Mitsuko ähnlich sei, entgegnete dieser: „In der Tat. Das Stück ist meine Form von Nostalgie.“.

### Veröffentlichung
Das Theaterstück feierte seine Premiere am 13. Oktober 1967 in der Kinokuniya-Halle in Tokio, mit Nobuo Nakamura in der Rolle des Markgrafen. Der erste Abdruck erfolgte in der Oktoberausgabe des Bungei-Magazins. Am 25. Oktober 1967 folgte eine Vollbuchveröffentlichung bei Kawade Shobō Shinsha.

## Parallelen zwischen Euripides’Heraklesund Mishimas Adaption

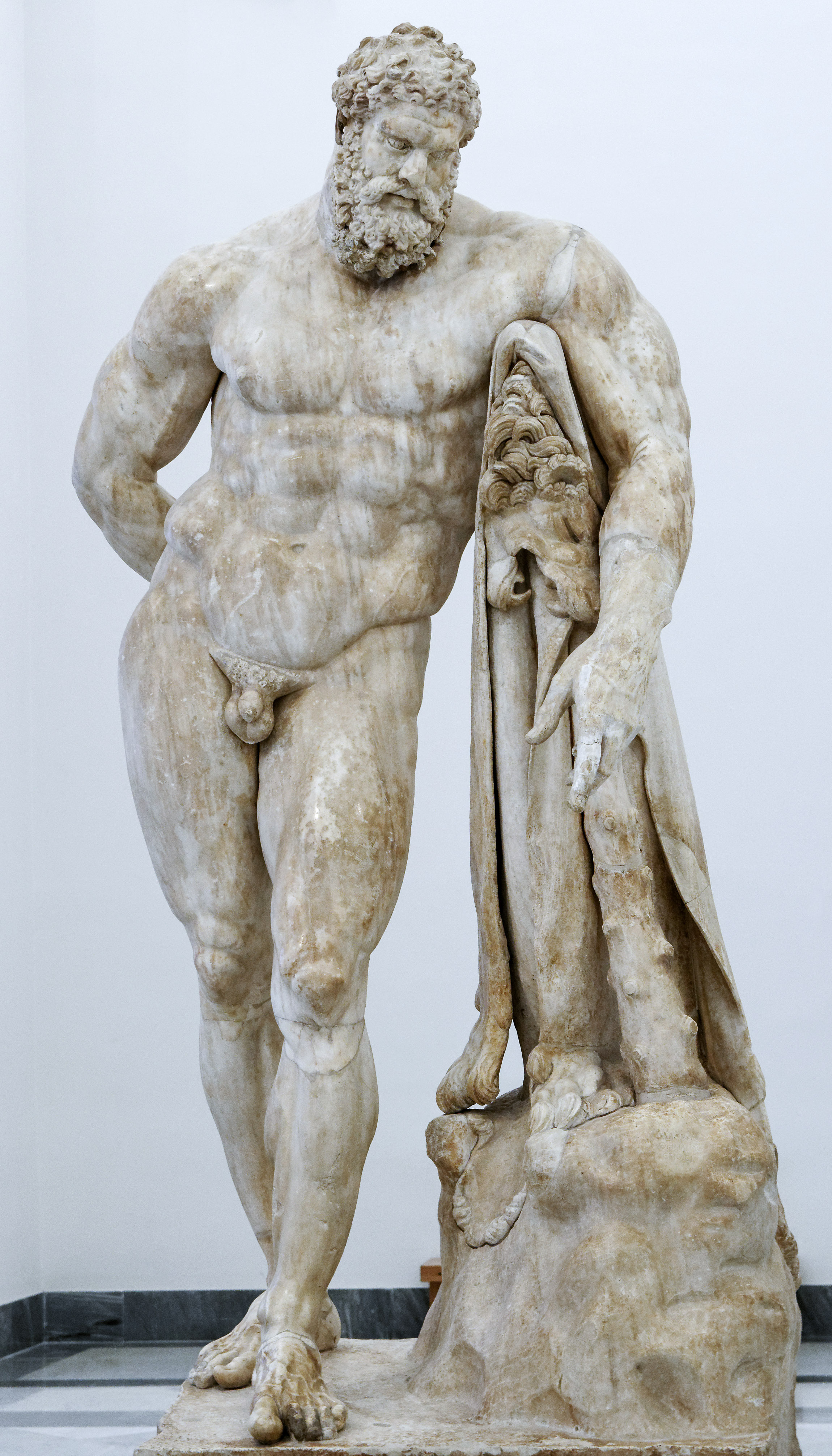
Statue des ruhenden Herakles mit einer Frucht in der rechten Hand. Römische Kopie aus der Kaiserzeit nach einem griechischen Original aus der frühhellenistischen Zeit; der linke Unterarm ist in Gips restauriert.

In der Tragödie von Euripides kehrt Herakles nach einer langen Reise in den Hades nach Theben zurück und erfährt, dass Lykus, der nunmehr die Macht an sich gerissen hat, seinen Vater Amphitryon, seine Frau Megara und seine Kinder hinrichten will. Herakles tötet den Usurpator und rettet seine Familie, doch die eifersüchtige Hera schickt ihm Lyssa (personifizierter Wahnsinn), um seinen Verstand zu verwirren. In der Folge wird aus dem Helden, der das Leben seiner Verwandten retten sollte, ein Mörder, denn er schlachtet in einem Anfall von Wahnsinn seine Söhne und seine Frau. Schließlich reist Lyssa ab und Herakles erkennt die Ungeheuerlichkeit seines Handelns.
In Anlehnung an diese Tragödie versucht Mishima, ihre Struktur nachzuvollziehen, indem er sein Stück in vier Akte unterteilt, wie er in dem Essay Suzakuke no metsubō ni tsuite erläutert:
1. Der erste Akt („Frühling“) entspricht dem Sieg des Herakles über Lykus. Tsunetaka besiegt den verfeindeten Politiker Minister Tabuchi.
2. Der zweite Akt („Sommer“) gleicht dem Tod der Söhne des Herakles, indem Tsunetaka das Angebot seines Bruders, eine sichere Stellung für Tsunehiro zu finden, ablehnt und ihn damit in den „sicheren Tod“ schickt.
3. Der dritte Akt („Herbst“) gleicht dem Tod von Megara, in diesem Fall der Tod von Rei durch einen Luftangriff.
4. Und der vierte Akt („Winter“) besiegelt das endgültige Schicksal des Helden, das mit dem Ausdruck „Amor fati“ zusammengefasst wird, mit dem Friedrich Nietzsche die ruhige Akzeptanz der Lebensereignisse durch den Übermenschen bezeichnet.

Wie in der Tragödie von Euripides findet der Tod des Sohnes des Protagonisten außerhalb der Bühne statt. Während in Herakles ein Bote die Bühne betritt und die Tötung der Kinder schildert, wird in Mishimas Stück der Tod Tsunehiros durch ein Telegramm verkündet: „Fähnrich Tsunehiro Suzaku wurde aufgrund seines ehrenvollen Todes im Kampf per Sonderdekret in den Rang eines Leutnants befördert“. Sobald sie das Telegramm findet, macht O-Rei den Markgrafen für den Tod ihres Sohnes verantwortlich und stößt ihn in einem Wutanfall während eines alliierten Angriffs aus dem Luftschutzkeller. Ironischerweise wird der Luftschutzkeller von einer Bombe getroffen, die O-Rei tötet, während der Benzaiten-Schrein, in den sich der Protagonist flüchtet, vom Luftangriff verschont bleibt. Nach dem Ende des Krieges, im vierten Akt, erlebt der Markgraf genau wie Herakles den Niedergang seines Glücks und lebt allein in den Ruinen seines Palastes. Die Dorfbewohner halten ihn für einen armen Irren und murmeln, dass seine seltsamen Ideen den Tod von O-Rei und Tsunehiro verursacht haben. Genauso wurde Herakles am Ende der Tragödie von den Bewohnern Thebens ausgestoßen.
Der Wahnsinn des Protagonisten ist sowohl in Euripides’ Tragödie als auch in Mishimas Adaption ein gemeinsames Merkmal, aber die Herangehensweise an dieses Thema ist unterschiedlich. In der griechischen Tragödie ist der Wahnsinn ein äußeres Element, das in die „natürliche Ordnung“ der Welt einbricht, die wiederhergestellt wird, sobald Lyssa (die Personifizierung des Wahnsinns) die Bühne verlässt. In Mishimas Stück hingegen ist die Verrücktheit des Markgrafen das Ergebnis der Kluft zwischen Vergangenheit und Gegenwart: Was im Wertesystem der Vorkriegszeit als „Normalität“ galt, wird im modernen Japan zum Wahnsinn. Bezeichnenderweise spiegelt sich der Abstieg Tsunetakas vom angesehenen Fürsten zum Wahnsinnigen in dem historischen Hintergrund wider, den Mishima für diese Adaption gewählt hat: eine Zeit, in der die traditionelle Ordnung zusammenbricht. In dem Essay Suzakuke no metsubō ni tsuite weist der Autor auf dieses Problem hin und erklärt, dass Aufstieg und Fall der Suzakus deshalb in der Nachkriegszeit spielt, da dort das alte Bild Japans verschwand:

„Im Jahr 1948, kurz nach der Niederlage, schrieb ich eine Novelle mit dem Titel „Lioness“, die auf Euripides’ Medea basiert. Zwanzig Jahre später schreibe ich ein weiteres Werk, das auf einer griechischen Tragödie basiert und in der Nachkriegszeit spielt. Was mich betrifft, so haben die Erinnerungen an diese Zeit allmählich eine mythische Dimension erreicht, und […] ich kann nicht umhin, mich auf den Geisteszustand der 'zusammenbrechenden Welt' zu beziehen, der die Japaner zu jener Zeit bewegte.“

## Rezensionen

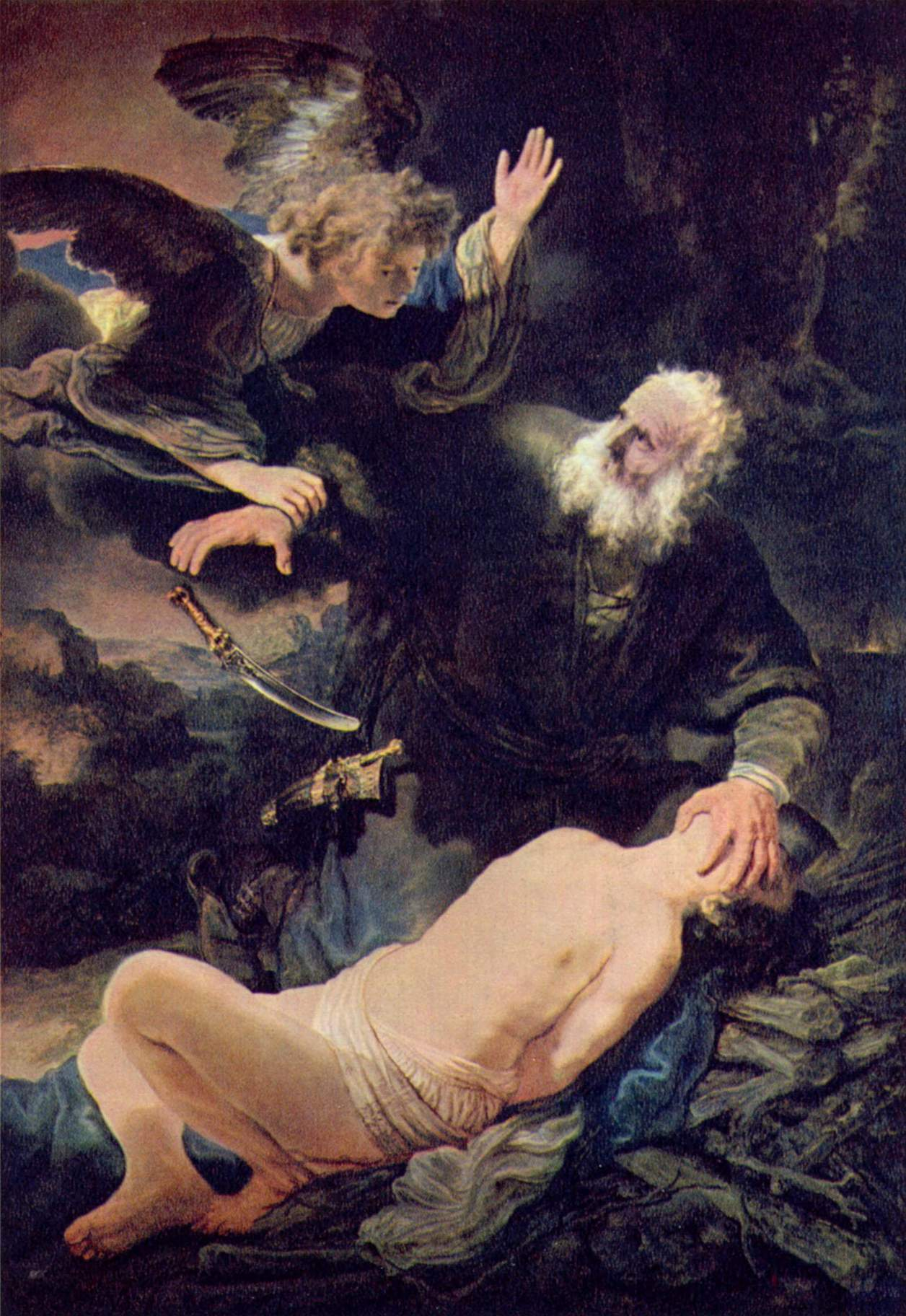
Rembrandt: Der Engel verhindert die Opferung Isaaks, Eremitage.

Aufstieg und Fall der Suzakus wird oft in Verbindung mit dem Roman Die Stimmen der heroischen Toten als ein Werk diskutiert, das sich mit den Themen des Tennō, des kaiserlichen Imperativs und der Loyalität zu diesem beschäftigt. Michio Chitani erklärt, dass Mishimas „vorzeitiger Tod“ durch das Werk angedeutet wurde.
Zum Zeitpunkt seiner Veröffentlichung wurde das Stück allgemein positiv aufgenommen und sein Protagonist, Tsunetaka, wurde in japanischen Literaturzeitschriften zu der meistzitierten Figur des Jahres 1967. Vereinzelt stieß das Stück aber auch auf politische Gegenwehr. In einer negativen Rezension „bedauert“ Kenkichi Yamamoto bspw., dass Mishima „einfach keine Alternative zur Ästhetik des 'imperialen Imperativs' in der demokratischen Nachkriegszeit gefunden hat“ und dies nun jedem Andersdenkenden „aufbürden“ möchte. Er warf dem Autor vor „einen begrenzten Horizont“ zu haben und „nicht über den Tellerrand schauen“ zu können. Im Gegensatz zu seinem vorherigen Theaterstück Madame de Sade, das er als eines der „besten japanischen Theaterstücke aller Zeiten“ bezeichnete, fehle es bei Aufstieg und Fall der Suzakus an Substanz.
Der Literat Shōhei Ōoka widerspricht Yamamotos Annahme. Mit Bezug auf den Konflikt zwischen dem Protagonisten Tsunetaka und Rei erklärt er, dass Tsunetakas Loyalität zwar zunächst „geschönt scheint“, sein „psychologischer Konflikt mit Rei“ und der „Fluch von Ritsuko“ jedoch die „schädlichen Auswirkungen bedingungsloser Loyalität“ verdeutlichen. Takeo Okuno bezeichnete das Theaterstück als seinen persönlichen Favoriten des Jahres, kritisierte aber, dass Mishimas „misogyne Grundhaltung“ dem interessanten Thema über „männlichen Beamtenwahnsinn“ im Weg steht.
Ikeda Kotaro ist der Ansicht, dass der „Untergang“, von dem in dem Werk die Rede ist, die Niederlage der japanischen Lebensweise durch die Modernisierung (Verwestlichung) ist; Aufstieg und Fall der Suzakus sei demnach Mishimas Kritik am gegenwärtigen Kaiser Hirohito (dem, seiner Meinung nach, letzten Bollwerk gegen die Verwestlichung). Auch Kazuo Nagao hält es für eine „luzide Theorie Japans“ und „Mishimas Konkretisierung seiner Vorstellung des kokutai“. Kōichi Isoda lobte Tsunehiros „stoische Isolation“ als die „Essenz guter Literatur“ und sah das Stück auch als Mishimas „Tribut an die von ihm geliebte Philosophie und Literatur des antiken Griechenlands“.  Norio Okubo und Tsuruo Matsumoto bezeichneten Aufstieg und Fall der Suzakus als „Höhepunkt von Mishimas Denke in der Nachkriegszeit“ und als „Ausdruck seines Unbehagens an der Nachkriegswelt“ beschrieben.
Laut Koichiro Tomioka „spielte Mishima in der japanischen Literatur, die sich durch ihre Ich-Bezogenheit auszeichnet, eine Herkules-ähnliche Doppelrolle“. Durch das „Erreichen des äußerten Punktes des Egos“ erschaffe er „selbst sein Schicksal“, um es dann zum Einsturz zu bringen. Miyoko Tanaka bemerkte, dass ihn das Stück an die alttestamentarische Anekdote von Abraham und Isaak erinnert (Bindung Isaaks, (Gen 22 )).